# سابرينا بارتليت
سابرينا بارتليت (بالإنجليزية: Sabrina Bartlett)‏ هي ممثلة بريطانية، ولدت في القرن العشرين.

## أعمال

### مسلسلات
- سقوط الفارس

## وصلات خارجية
- سابرينا بارتليت على موقع IMDb (الإنجليزية)